# Emmanuel Sowah Adjei
Emmanuel Sowah Adjei (* 16. Januar 1998) ist ein ghanaischer Fußballspieler.

## Karriere
Sowah begann seine Karriere bei Dreams FC in Ghana und wechselte zunächst leihweise Anfang 2016 in die Jugend- und Reservemannschaft des RSC Anderlecht. Sein Debüt in der Jupiler Pro League gab Sowah am 3. Juli 2016 gegen Royal Excel Mouscron. Auch in der folgenden UEFA Europa League kam er viermal zum Einsatz.
Infolge einer Adduktorenverletzung fiel er von Oktober 2017 bis Mai 2018 verletzt aus. Seit seiner Genesung stand er bei keinem Spiel für den RSC Anderlecht mehr auf dem Platz. Am 17. Januar 2020 wurde er an den Ligakonkurrenten KAS Eupen abgegeben. Nachdem er in der wegen der COVID-19-Pandemie abgebrochenen Saison 2019/20 dort auf 3 von 8 möglichen Spielen gekommen war, hatte er in der Saison 2020/21 zwei Kurzeinsätze bei Einwechselungen kurz vor Spielende bei 34 möglichen Ligaspielen.

## Erfolge
- Belgischer Meister: 2017